# Alexander Schwolow
Alexander Schwolow (Wiesbaden, 2 de junho de 1992) é um futebolista profissional alemão que atua como goleiro.

## Carreira
Alexander Schwolow começou a carreira no Freiburg.